# Gibraltar Darts Trophy 2020
Die Gibraltar Darts Trophy 2020 sollte ursprünglich als ein Turnier der European Darts Tour 2020 im Rahmen der PDC Pro Tour 2020 vom 25. bis 27. September in der Tercentenary Sports Hall in Gibraltar ausgetragen werden. Wegen der COVID-19-Pandemie wurde die achte Austragung des gleichnamigen Ranglistenturniers jedoch am 5. August abgesagt.